# Fluid catalytic cracking
Binnen het kader Kraken (scheikunde) is het Katalytisch kraken ( EN: Fluid catalytic cracking) het belangrijkste conversieproces in de petrochemische industrie. Het zet een reeks lange koolwaterstofverbindingen (CHx) om in korte koolwaterstofverbindingen met behulp van een katalysator.

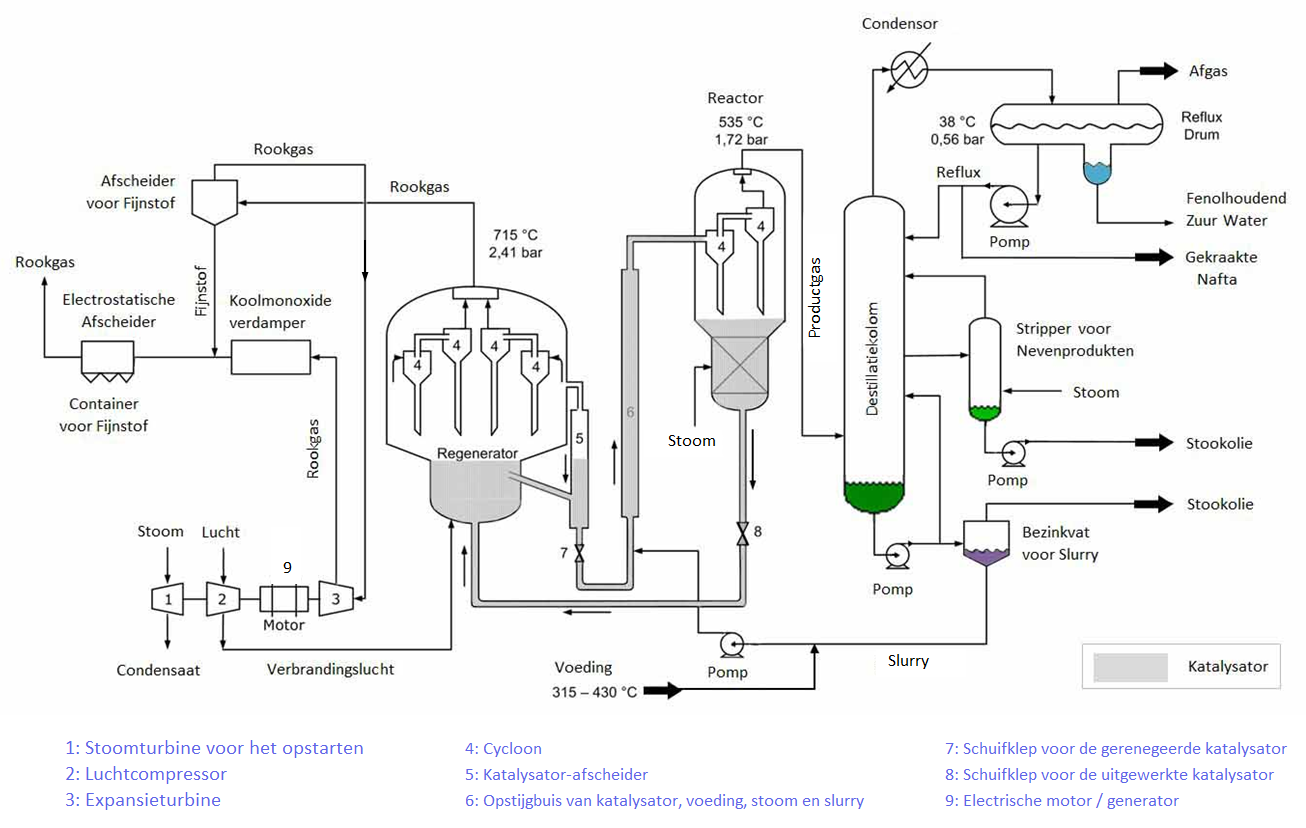
Schema van het Katalytisch kraken

Vóórdat FCC werd gebruikt, had men een thermische kraker nodig om uit het atmosferische residu (het restproduct van de ruwe olie) van de destillatietoren - ook wel een CDU ( Crude oil Distillation Unit ) genoemd - nog enige waardevolle producten te halen. Het FCC-proces werd tussen de Eerste en Tweede Wereldoorlog uitgevonden. Het grootste probleem waar men in die tijd mee kampte was de katalysator. De katalysator wordt namelijk tijdens de conversie van zware voeding (olie) naar lichte producten vervuild door cokes die de katalysator deactiveert. De oplossing was continu een verse luchtstroom door de gedeactiveerde katalysator te laten stromen die de cokes verbrandt en zo de katalysator weer activeert. 
In 2006 zijn er ongeveer 400 olieraffinaderijen wereldwijd die gebruikmaken van een FCC-eenheid. Een derde van alle olie die door de ongeveer 400 raffinaderijen gaan, gaat door een FCC-eenheid die er hoogwaardige producten van maakt.

## Beschrijving van FCC
De moderne FCC-eenheid kan continu blijven draaien. Om de 3 à 4 jaar gaat ze enige tijd uit bedrijf (een turn around) om onderhoud en vervanging van onderdelen mogelijk te maken. 
De FCC-eenheid bestaat in hoofdzaak uit drie hoofdonderdelen. 
- De power-recovery train sectie
- De reactiesectie (de reactor/regenerator)
- De destillatiesectie (ook wel de main fractionator genoemd)

### Depower-recovery trainsectie (PRT)
De PRT is een primair onderdeel van de FCC-unit. Het bestaat uit 4 onderdelen: 
1. Een stoomturbine
2. Een blower (een compressor die, in plaats van veel druk, een groot debiet geeft)
3. Een motor/generator
4. Een expander

De PRT zorgt ervoor dat de energiekosten laag blijven. Hij haalt energie uit de hete afgassen van de regenerator door middel van een expansieturbine, een gasturbine die warmte omzet in energie. Deze expander levert afhankelijk van het type ongeveer 12 MW aan energie aan de andere onderdelen van de PRT. De blower blaast de benodigde hoeveelheid lucht in de regenerator om de cokes op de katalysator te verbranden. De blower neemt ongeveer 10 MW aan energie op. De resterende MW worden afgegeven aan het elektriciteitsnet door middel van de motor/generator. De  motor/generator is het unieke deel van de PRT. Hij kan namelijk energie opnemen of energie leveren aan de PRT. De stoomturbine dient om de PRT na een trip of na een onderhoudsbeurt weer op te starten. In normaal bedrijf staat de turbine loos mee te draaien.

### De reactor/regeneratorsectie
De reactor/regenerator bestaat uit 2 onderdelen. 
1. De reactor
2. De regenerator

#### De reactor
De voeding komt onder in de reactor binnen bij een temperatuur van 315 - 430 °C. De voeding komt daarbij in aanraking met stoom en katalysator. De stoom dient om het voeding/katalysatormengsel omhoog te sturen. In 5 à 6 seconden vindt de kraakreactie plaats, door middel van warmte die van de katalysator komt en de katalysator zelf. Na die 5 à 6 seconden moet bewust de reactie gestopt worden om verder kraken van de voeding te voorkomen. Door cyclonen die in de reactor zijn geplaatst wordt de afgekoelde katalysator gescheiden van de dampvormige producten (bij circa 535°C). De gedeactiveerde katalysator die nog oliedampen bevat wordt langs schotten geleid die met behulp van stoom de olie er uithalen. Het product gaat naar de destillatietoren. De gedeactiveerde katalysator gaat naar de regenerator om geregenereerd te worden.

#### De regenerator
Als de gedeactiveerde katalysator onder in de regenerator wordt ingevoerd komt ze in contact met de verbrandingslucht die van de PRT-blower afkomt. Vervolgens vindt verbranding plaats omdat de katalysator met cokes nog wel boven de 500 °C is. De cokes verbrandt dan en de katalysator is weer actief om te worden gebruikt in de reactor. Ze wordt gescheiden van de restgassen van de regenerator door middel van cyclonen. Door het verbrandingsproces wordt de katalysator opgewarmd tot 750 °C à 765 °C. De afgassen van de regenerator kunnen een temperatuur van 1000 °C bereiken. Om die temperatuur in de expander van de PRT te voorkomen staat er op de uitlaatleiding een Demiwater- en een stoominjector die de afgassen afkoelen tot maximaal 800 °C. Vervolgens gaan de afgassen door cyclonen heen om het laatste restant katalysator uit de afgassen te halen en zo de expander te beschermen. Vervolgens gaan de afgassen naar de expander. Na de expander hebben de afgassen nog voldoende warmte om hogedrukstoom te produceren. Als laatste stap gaan ze door een elektrostatisch filter dat alle stofdeeltjes onder hoge spanning laat neerslaan, zodat er alleen CO2 in de atmosfeer terechtkomt. 

### De destillatiesectie
De destillatietoren, ook wel een main fractionator genoemd, destilleert op basis van temperatuur de producten die uit de reactor komen. Hoofdzakelijk komen er 5 à 6 productstromen uit de toren. De productstromen kan men laten aflopen naar een tank of een andere fabriek voor verdere verwerking. Vaak zijn niet alle producten die uit een destillatietoren komen economisch wenselijk. Daarom worden ze nadat ze hun warmte hebben afgegeven weer relatief "koud" terug gevoerd om als koeling voor de destillatietoren te dienen. Op die manier kan de toren onder controle gehouden geworden. 
De destillatietoren heeft de volgende hoofdstromen:
- Brandstof voor schepen
- Catalytic cracked spirit (CCS), voornamelijk een benzine- en dieselcomponent
- LPG (propaan/butaan - C3/C4)